# 魏茨曼婦女與科學獎
魏茨曼婦女與科學獎是魏茨曼科學研究學院颁发的奖励女性科学家的奖项，1994年由魏茨曼科学研究所美国委员会（American Committee for the Weizmann Institute of Science，ACWIS）首次颁发，两年颁发一次。

## 得主
- 1994 Joan A. Steitz
- 1996 薇拉·魯賓
- 1998 杰奎琳·巴顿
- 2000 米尔德里德·德雷斯尔豪斯和Carla J. Shatz
- 2002 Susan Solomon
- 2004 May Berenbaum
- 2006 瑪莉-克萊爾·金
- 2008 伊丽莎白·布莱克本
- 2011 Catherine Bréchignac
- 2013 Susan M. Gasser
- 2015 芭芭拉·利斯科夫
- 2017 Ursula Keller和Naomi Halas
- 2019 米娜·贝塞尔和颜宁